# Stremenska mišica
Stremenska mišica (latinsko musculus stapedius) je najmanjša mišica v človeškem telesu, ki stabilizira prav tako najmanjšo kost v človeškem telesu, tj. stremence (stapes). V dolžino meri okoli 4-5 mm, v širino pa 1–2 mm.
Izvira iz stožčaste izbokline (eminentia pyramidalis) na zadnji strani bobnične votline in se narašča glavico stremenca (caput stapedis).
Mišico oživčuje vejica facialnega živca, tj. nervus stapedius.

## Funkcija
Mišica duši tresljaje (vibracije) stremenca preko potezanja za glavico kosti. S tem preprečuje prevelike tresljaje kosti in s tem uravnava amplitudo zvočnega valovanja, ki se prenaša preko slušnih koščic iz zunanjosti v notranje uho. Tako tudi ščiti notranje uho pred preglasnimi zvoki, katere predstavljajo v glavnem lastni glasovi človeka.

## Patologija
Ohromelost (paraliza) omogoča nihanje stremenca z večjo amplitudi kot običajno, kar povzroči hiperakuzo, tj. prevelika občutljivost na neznatno glasnost. Hiperakuzo v glavnem povzročata prevelika glasnost zvoka (npr. zvočniki na koncertnih prireditvah in eksplozije) in poškodbe glave, pa tudi kronične okužbe (infekcije) ušesa ter kirurški posegi ali zdravila/droge (npr. fenciklidin ali PCP) z delovanjem na osrednje živčevje v smislu stranskih učinkov.